# V352 Близнецов
V352 Близнецов (лат. V352 Geminorum) — одиночная переменная звезда в созвездии Близнецов на расстоянии (вычисленном из значения параллакса) приблизительно 6 407 световых лет (около 1и964 парсек) от Солнца. Видимая звёздная величина звезды — от +14,5m до +10,7m.

## Характеристики
V352 Близнецов — красная пульсирующая переменная звезда, мирида (M) спектрального класса M2, или M7. Эффективная температура — около 3293 К.